# Fredrik Adam Smitt
Fredrik Adam Smitt (ur. 9 maja 1839 w Halmstad, zm. 19 lutego 1904 w Sztokholmie) − szwedzki zoolog.
Smitt studiował na Uniwersytecie w Lund i w Uppsali. Doktoryzował się w 1863. W latach 1861 i 1868 uczestniczył w szwedzkich wyprawach na Svalbard. Od 1879 wykładał zoologię na Uniwersytecie w Sztokholmie. W 1892 naukowiec opublikował A history of Scandinavian fishes.